# Kanton Mézin
Mézin is een voormalig kanton van het Franse departement Lot-et-Garonne. Het kanton maakte deel uit van het arrondissement Nérac. Het werd opgeheven bij decreet van 26 februari 2014, met uitwerking op 22 maart 2015.

## Gemeenten
Het kanton Mézin omvatte de volgende gemeenten:
- Lannes
- Mézin (hoofdplaats)
- Poudenas
- Réaup-Lisse
- Sainte-Maure-de-Peyriac
- Saint-Pé-Saint-Simon
- Sos